# Свитинг, Райан
Ра́йан Сви́тинг (англ. Ryan Sweeting; род. 14 июля 1987 года в Нассау, Багамские Острова) — американский профессиональный теннисист. Победитель Открытого чемпионата США среди юношей 2005 года. Победитель одного турнира ATP в одиночном разряде. Завершил карьеру в 2015 году.

## Общая информация
27 сентября 2013 года состоялась помолвка с актрисой Кейли Куоко. 31 декабря 2013 года они поженились.
В сентябре 2015 года Кейли подала на развод.

## Спортивная карьера
Профессиональную карьеру начал в 2007 году. В этом ему удалось выиграть три турнира ATP Challenger Series в парном разряде. В 2008 году выиграл первый турнир ATP Challenger в одиночном разряде. В 2009 выиграл ещё один, а также в паре с Джесси Ливайном впервые в карьере вышел в финал турнира серии ATP. Произошло это на турнире в Хьюстоне. На этом же турнире в апреле 2011 года ему удается впервые в карьере выиграть титул ATP в одиночном разряде. Получив специальное приглашение от организаторов турнира, он обыграл по очереди Тима Смычека, Сэма Куэрри, Теймураза Габашвили, Иво Карловича и в финале Кэйя Нисикори. Благодаря этому успеху ему впервые удалось подняться на 67 строчку в рейтинге теннисистов-профессионалов.

## Финалы турниров ATP
| Легенда                        |
| ------------------------------ |
| Турниры Большого шлема         |
| Кубок Мастерс / финал АТР-тура |
| ATP Мастерс / ATP Мастерс 1000 |
| АТР Gold / АТР 500             |
| АТР International/ АТР 250     |

### Титулы за карьеру (1)

#### Одиночный разряд (1)
| №  | Дата        | Турнир  | Покрытие | Соперник в финале | Счёт в финале |
| -- | ----------- | ------- | -------- | ----------------- | ------------- |
| 1. | 10 апр 2011 | Хьюстон | Грунт    | Кэй Нисикори      | 6-4, 7-6(3)   |

### Поражения в финалах (1)

#### Парный разряд (1)
| №  | Дата        | Турнир  | Покрытие | Партнёр       | Соперники в финале     | Счёт в финале |
| -- | ----------- | ------- | -------- | ------------- | ---------------------- | ------------- |
| 1. | 12 апр 2009 | Хьюстон | Грунт    | Джесси Левайн | Боб Брайан Майк Брайан | 2-6, 2-6      |